# Meriones
Ne doit pas être confondu avec Mérion.
Genre
Meriones, le Mérione, est un genre de gerbilles, des petits rongeurs de la famille des Muridae.

## Noms vernaculaires et noms scientifiques correspondants
Classement alphabétique par noms vernaculaires des Meriones en français.

Note : certaines espèces ont plusieurs noms.
- Gerbille de Jérusalem - voir Mérione de Sundevall[1]
- Gerbille de Mongolie - Meriones unguiculatus[2]
- Gerbille de Shaw - voir Mérione de Shaw[1]
- Mérione du désert - voir Mérione de Sundevall[1],[3]
- Mérione de Libye ou Mérione libyen- Meriones libycus[1]
- Mérione de Mongolie - voir Gerbille de Mongolie[1]
- Mérione du Negev - Meriones sacramenti[1]
- Mérione de Perse - Meriones persicus[1]
- Mérione à queue rouge - voir Mérione de Libye[3]
- Mérione royal - Meriones rex[1]
- Mérione de Shaw - Meriones shawi[1]
- Mérione du Sud - Meriones meridianus[1]
- Mérione de Sundevall  - Meriones crassus[1]
- Mérione de Tristram - Meriones tristrami[1]
- Mérione de Vinogradov - Meriones vinogradovi[1]
- Rat des déserts d'Inde - Meriones hurrianae[1]
- etc.

## Classification
La classification des mériones est encore discutée et diffère selon les bases consultées.

### Espèces
Selon ITIS (16 nov. 2010) :
- Meriones arimalius Cheesman & Hinton, 1924
- Meriones chengi Wang, 1964
- Meriones crassus Sundevall, 1842
- Meriones dahli Shidlovsky, 1962
- Meriones hurrianae Jordon, 1867
- Meriones libycus Lichtenstein, 1823
- Meriones meridianus (Pallas, 1773)
- Meriones persicus (Blanford, 1875)
- Meriones rex Yerbury & Thomas, 1895
- Meriones sacramenti Thomas, 1922
- Meriones shawi (Duvernoy, 1842)
- Meriones tamariscinus (Pallas, 1773)
- Meriones tristrami Thomas, 1892
- Meriones unguiculatus (Milne-Edwards, 1867)
- Meriones vinogradovi Heptner, 1931
- Meriones zarudnyi Heptner, 1937

### Liste des sous-genres, espèces et sous-espèces
Selon Mammal Species of the World (version 3, 2005)  (16 nov. 2010) :
- sous-genre Meriones (Cheliones)
  - Meriones hurrianae
- sous-genre Meriones (Meriones)
  - Meriones tamariscinus
- sous-genre Meriones (Pallasiomys)
  - Meriones arimalius
  - Meriones chengi
  - Meriones crassus
  - Meriones dahli
  - Meriones grandis
  - Meriones libycus
  - Meriones meridianus
  - Meriones sacramenti
  - Meriones shawi
  - Meriones tristrami
  - Meriones unguiculatus
  - Meriones vinogradovi
  - Meriones zarudnyi
- sous-genre Meriones (Parameriones)
  - Meriones persicus
  - Meriones rex

Selon NCBI (16 nov. 2010) :
- Meriones chengi
- Meriones crassus
- Meriones libycus
  - sous-espèce Meriones libycus erythrourus
- Meriones meridianus
  - sous-espèce Meriones meridianus penicilliger
- Meriones rex
- Meriones shawi
  - sous-espèce Meriones shawi isis
- Meriones tamariscinus
- Meriones tristrami
- Meriones unguiculatus